# Winfield (Tennessee)
Winfield is een plaats (town) in de Amerikaanse staat Tennessee, en valt bestuurlijk gezien onder Scott County.

## Demografie
Bij de volkstelling in 2000 werd het aantal inwoners vastgesteld op 911.
In 2006 is het aantal inwoners door het United States Census Bureau geschat op 988, een stijging van 77 (8,5%).

## Geografie
Volgens het United States Census Bureau beslaat de plaats een oppervlakte van
16,5 km², geheel bestaande uit land. Winfield ligt op ongeveer 404 m boven zeeniveau.

## Plaatsen in de nabije omgeving
De onderstaande figuur toont nabijgelegen plaatsen in een straal van 20 km rond Winfield.